# Ossington (métro de Toronto)
Pour le village en Angleterre, voir Ossington.
Ossington est une station de la ligne 2 Bloor-Danforth, du métro de la ville de Toronto en Ontario au Canada. Elle se situe sur Ossington Avenue, à hauteur du 883 de la rue Bloor.

## Situation sur le réseau

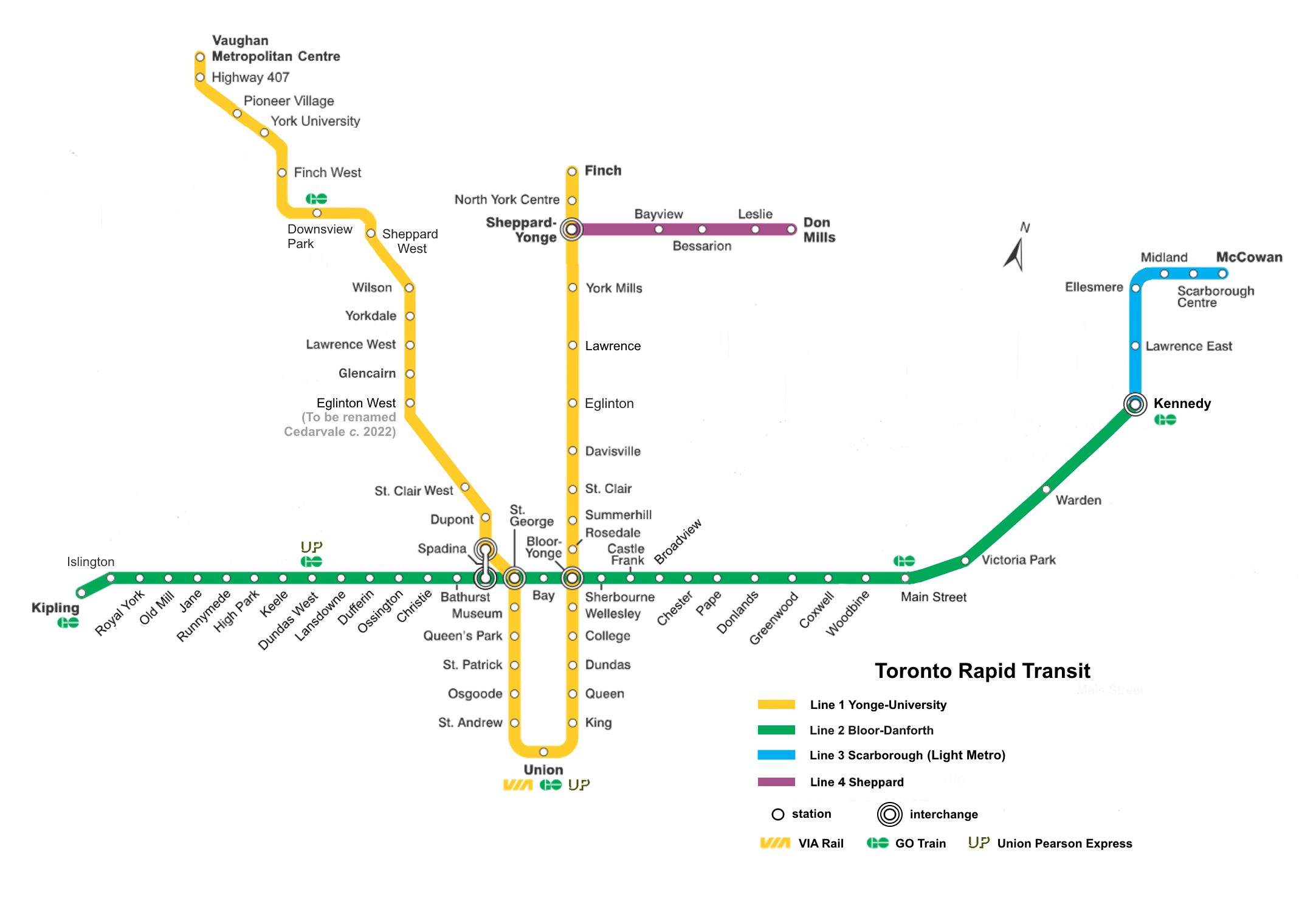
Plan du métro de Toronto (2018).

Établie en souterrain, la station Ossington de la ligne 2 Bloor-Danforth, est précédée par la station Dufferin, en direction du terminus Kipling, et elle est suivie par la station Christie en direction du terminus Kennedy.

## Histoire
La station Ossington est mise en service le 25 février 1966, lors de l'ouverture de la ligne Bloor-Danforth.
Durant l'année 2009-2010 sa fréquentation moyenne est de 25 990 passagers par jour.

## Services aux voyageurs

### Intermodalité
Elle est desservie par les bus des lignes : 63 Ossington, 94 Wellesley et 161 Rogers Road.